# رسول الغيث المطوق
رسول الغيث المطوق أو الزقزاق المطوق أو القطقاط المطوق (الاسم العلمي: Charadrius hiaticula) (بالإنجليزية: Common Ringed Plover)‏ هو نوع من الطيور يتبع جنس الزقزاق من الفصيلة الزقزاقية. وهو طائر صغير الحجم، صدره عريض وتبدوا أرجله قصيرة مقارنة بجسمه يميزه الطوق الأسود حول رقبته ومنقاره البرتقالي القصير، وذلك في فصل الصيف، وفي الشتاء يخف اللون الأسود على جسمه ويكون المنقار أسود. لون جسمه من أعلى رملي داكن وأسفله أبيض وأرجله برتقالية. يعتبر طائر مهاجر شايع.